# Ruby Dome
Ruby Dome je s nadmořskou výškou 3 471 metrů nejvyšší hora pohoří Ruby Mountains. Nachází se v Elko County, na severovýchodě Nevady.
Hora leží v severní části pohoří, 17 kilometrů západně od silnice Nevada State Route 767. Je součástí chráněné oblasti Ruby Mountains Wilderness a národního lesa Humboldt-Toiyabe National Forest.
Ruby Dome náleží mezi deset nejvyšších vrcholů Nevady s prominencí vyšší než 500 metrů a patnáct nejprominentnějších vrcholů v Nevadě.